# Черемисинов-Караулов, Иван Семёнович
Ива́н Семёнович Череми́синов-Карау́лов († после 1573 года) — русский военный и государственный деятель XVI века.
Один из первых стрелецких голов и первый астраханский воевода в 1556—1559 годах. Помещик Суздальского, Московского и Юрьевского уездов.

## Биография
Происходил из суздальских детей боярских. Отец — Семён Васильевич Черемисинов (в иночестве Серапион), мать — Елена, братья — Василий и Фёдор. В 1550 году был включён в состав «избранной тысячи» служилых людей, испомещённых в Московском уезде. В том же году получил назначение в головы к выборным стрельцам московским.

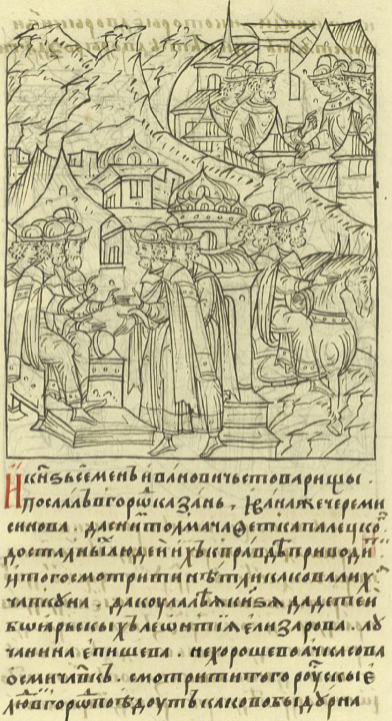
Семён Иванович Микулинский отправляет Ивана Семёновича Черемисинова-Караулова к Казани

Во главе своего стрелецкого приказа принял участие в осаде и штурме Казани в 1552 году. В 1556 году, оставаясь в чине стрелецкого головы, возглавил «царскую рать», посланную на завоевание Астрахани:
«Пришли они в Асторохань, а город пусть, царь и люди выбежали; и головы в Асторохани сели, и город зделали крепок и, утвердив совсем, ходили за царем пять день от Асторохани в Мачяки, к морю. И нашли суды все Астороханские, посекли и пожгли... и по Волге стрелцов и казаков разставили, и отнели всю волю у Нагай и у Астороханцов рыбные ловли и перевозы все... Астараханские люди Чалым Улан в головах, и моллы, и ходки, и шихи, и шихзады, и князи, и все мурзы, и казаки, и вся чернь, Астараханская земля, к ним пришли, и государю добили челом, и правду дали. Иван да Михайло, приведши их к правде, и роздали им островы и пашни по старине, и черным людем ясаки платити по старине, как прежним царем платили...»
В 1559 году Иван Семёнович принимал участие в походе князя Дмитрия Вишневецкого на Кавказ, «для обновления древнего христианства». В 1560 году, для поддержки кабардинских князей, совершил из Астрахани набег морским путём по Каспию (плавная рать) на владения враждовавшего с ними казикухумского шамхала. После боя с войсками шамхала Черемисинов захватил и сжег важный город шамхальства — Тарки, а затем отошёл к Теркам (см. Поход Черемисинова в Дагестан).
В 1560 году — царский наместник в крепости Белой. С ноября 1562 года находился в составе Государева полка, стоявшего под Полоцком, в числе дворян «что за государем ездят». В начале февраля 1563 года вёл переговоры о сдаче крепости. В сентябре 1570 года находился в составе опричного двора Ивана Грозного в числе дворян «в стану у государя», сопровождавших царя в его походе против крымских татар. В 1564 году был послан в Калугу за крымским посольством. Последний раз упоминается в числе голов, что были «в стану у государя» у стольников, стряпчих и жильцов в январе 1573 года при осаде русским войском крепости Пайды.

## Дети
- Черемисинов-Караулов, Демид Иванович
- Черемисинов-Караулов, Деменша Иванович